# ساوت هایپوینت (فلوریدا)
ساوت هایپوینت (به انگلیسی: South Highpoint) یک منطقهٔ مسکونی در ایالات متحده آمریکا است که در شهرستان پاینلاس، فلوریدا واقع شده‌است. ساوت هایپوینت ۲٫۶ کیلومتر مربع مساحت و ۵٬۱۹۵ نفر جمعیت دارد و ۴ متر بالاتر از سطح دریا واقع شده‌است.